# Championnat de France de football 2020-2021
 (février 2021).
Si vous disposez d'ouvrages ou d'articles de référence ou si vous connaissez des sites web de qualité traitant du thème abordé ici, merci de compléter l'article en donnant les références utiles à sa vérifiabilité et en les liant à la section « Notes et références ».
Navigation
Ligue 1 2019-2020 Ligue 1 2021-2022
La saison 2020-2021 de Ligue 1 est la 83e édition du championnat de France de football et la 19e sous l'appellation « Ligue 1 » et la première fois sous l'appellation Ligue 1 Uber Eats. La saison débute le 21 août 2020 et s'achève le 23 mai 2021.
Les équipes promues de deuxième division sont le FC Lorient et le RC Lens.
Pour cette saison et les trois suivantes, une nouvelle chaîne spécialement créée par le groupe télévisuel espagnol Mediapro. Téléfoot et Canal+ sont les diffuseurs de la compétition en France. Mais en décembre 2020, Mediapro redonne les droits TV à la LFP, incapable de payer deux traites du contrat passé en mai 2018. La chaîne continue de diffuser les matchs de son lot en attendant la réattribution par la LFP. Après un appel d'offres infructueux, un accord est trouvé entre la ligue de football professionnel (LFP) et Canal+ pour la diffusion de l'ensemble des matchs à compter de la 25e journée jusqu'à la fin de la saison.
Cette saison est marquée par la pandémie de Covid-19 qui fait qu'à partir de fin octobre, tous les matchs sont joués à huis clos. Du début de saison jusqu'à cette date, le nombre de spectateurs était limité à 5 000 par stade.
Alors que la victoire semblait promise au Paris SG, c'est le LOSC qui est déclaré champion de France à l'issue de la dernière journée, luttant jusqu'à la fin avec le tenant du titre (83 points contre 82). Les Dogues remportent ainsi leur quatrième titre, 10 ans après leur dernier sacre. L'AS Monaco complète le podium. Dans le bas de tableau, le Dijon FCO et le Nîmes Olympique descendent en Ligue 2.

## Participants
| \| Paris SG LOSC Lille Olympique lyonnais · AS Saint-Étienne · Olympique de Marseille Montpellier HSC Stade de Reims · OGC Nice Nîmes Olympique · RC Strasbourg Stade rennais FC Angers SCO FC Metz · FC Nantes 0Stade brestois Girondins de Bordeaux · FC Lorient RC Lens AS Monaco Dijon FCO \| Localisation des clubs engagés dans le championnat. |
| Paris SG LOSC Lille Olympique lyonnais · AS Saint-Étienne · Olympique de Marseille Montpellier HSC Stade de Reims · OGC Nice Nîmes Olympique · RC Strasbourg Stade rennais FC Angers SCO FC Metz · FC Nantes 0Stade brestois Girondins de Bordeaux · FC Lorient RC Lens AS Monaco Dijon FCO                                                           |

Les 18 premiers du championnat 2019-2020 et les deux premiers de la Ligue 2 2019-2020 participent à la compétition.
| Club                   | Dernière montée | Budget en M€ | Classement 2019-2020 | Entraîneur           | Depuis | Stade                                  | Capacité en L1 | Nombre de saisons en L1 |
| ---------------------- | --------------- | ------------ | -------------------- | -------------------- | ------ | -------------------------------------- | -------------- | ----------------------- |
| Paris Saint-Germain    | 1974            | 640          | 1er                  | Mauricio Pochettino  | 2021   | Parc des Princes                       | 47 929         | 47                      |
| Olympique de Marseille | 1996            | 140          | 2e                   | Jorge Sampaoli       | 2021   | Orange Vélodrome                       | 66 226         | 70                      |
| Stade rennais FC       | 1994            | 105          | 3e                   | Bruno Génésio        | 2021   | Roazhon Park                           | 29 778         | 63                      |
| LOSC Lille             | 2000            | 147          | 4e                   | Christophe Galtier   | 2017   | Stade Pierre-Mauroy                    | 49 712         | 60                      |
| OGC Nice               | 2002            | 75           | 5e                   | Adrian Ursea         | 2020   | Allianz Riviera                        | 35 596         | 61                      |
| Stade de Reims         | 2018            | 70           | 6e                   | David Guion          | 2017   | Stade Auguste-Delaune                  | 20 546         | 36                      |
| Olympique lyonnais     | 1989            | 285          | 7e                   | Rudi Garcia          | 2019   | Groupama Stadium                       | 57 206         | 61                      |
| Montpellier HSC        | 2009            | 54,5         | 8e                   | Michel Der Zakarian  | 2017   | Stade de la Mosson                     | 22 000         | 28                      |
| AS Monaco              | 2013            | 215          | 9e                   | Niko Kovač           | 2020   | Stade Louis-II                         | 16 500         | 61                      |
| RC Strasbourg          | 2017            | 60           | 10e                  | Thierry Laurey       | 2016   | Stade de la Meinau                     | 26 109         | 59                      |
| Angers SCO             | 2015            | 45           | 11e                  | Stéphane Moulin      | 2011   | Stade Raymond-Kopa                     | 14 582         | 28                      |
| Girondins de Bordeaux  | 1992            | 65           | 12e                  | Jean-Louis Gasset    | 2020   | Matmut Atlantique                      | 42 115         | 67                      |
| FC Nantes              | 2013            | 75           | 13e                  | Antoine Kombouaré    | 2021   | Stade de la Beaujoire - Louis Fontenau | 35 322         | 52                      |
| Stade brestois 29      | 2019            | 35           | 14e                  | Olivier Dall'Oglio   | 2019   | Stade Francis-Le Blé                   | 14 920         | 14                      |
| FC Metz                | 2019            | 60           | 15e                  | Frédéric Antonetti   | 2020   | Stade Saint-Symphorien                 | 25 865         | 62                      |
| Dijon FCO              | 2016            | 50           | 16e                  | David Linarès        | 2020   | Stade Gaston-Gérard                    | 15 459         | 5                       |
| AS Saint-Étienne       | 2004            | 95           | 17e                  | Claude Puel          | 2019   | Stade Geoffroy-Guichard                | 41 965         | 67                      |
| Nîmes Olympique        | 2018            | 40           | 18e                  | Pascal Plancque      | 2021   | Stade des Costières                    | 15 788         | 36                      |
| FC Lorient             | 2020            | 45           | 1er (Ligue 2)        | Christophe Pélissier | 2019   | Stade du Moustoir                      | 18 500         | 13                      |
| RC Lens                | 2020            | 46           | 2e (Ligue 2)         | Franck Haise         | 2020   | Stade Bollaert-Delelis                 | 38 223         | 58                      |

Légende des couleurs
- Phase de groupes de la Ligue des champions 2020-2021
- Phase de groupes de la Ligue Europa 2020-2021
- Deuxième tour de qualification de la Ligue Europa 2020-2021
- Promu de Ligue 2 2019-2020

### Changements d'entraîneur
| Club                   | Entraîneur(s) partant(s)        | Motif du départ     | Date de départ   | Position   | Entraîneur(s) arrivant(s)       | Date d'arrivée   |
| ---------------------- | ------------------------------- | ------------------- | ---------------- | ---------- | ------------------------------- | ---------------- |
| Nîmes Olympique        | Bernard Blaquart                | Consentement mutuel | 23 juin 2020     | Pré-saison | Jérôme Arpinon                  | 23 juin 2020     |
| AS Monaco              | Robert Moreno                   | Renvoi              | 19 juillet 2020  | Pré-saison | Niko Kovač                      | 19 juillet 2020  |
| Girondins de Bordeaux  | Paulo Sousa                     | Renvoi              | 10 août 2020     | Pré-saison | Jean-Louis Gasset               | 10 août 2020     |
| FC Metz                | Vincent Hognon                  | Consentement mutuel | 12 octobre 2020  | 15e        | Frédéric Antonetti              | 12 octobre 2020  |
| Dijon FCO              | Stéphane Jobard                 | Renvoi              | 5 novembre 2020  | 20e        | David Linarès                   | 5 novembre 2020  |
| OGC Nice               | Patrick Vieira                  | Renvoi              | 4 décembre 2020  | 11e        | Adrian Ursea                    | 4 décembre 2020  |
| FC Nantes              | Christian Gourcuff              | Renvoi              | 8 décembre 2020  | 14e        | Patrick Collot                  | 8 décembre 2020  |
| FC Nantes              | Patrick Collot                  | Fin de l'intérim    | 26 décembre 2020 | 16e        | Raymond Domenech                | 26 décembre 2020 |
| Paris Saint-Germain    | Thomas Tuchel                   | Renvoi              | 29 décembre 2020 | 3e         | Mauricio Pochettino             | 2 janvier 2021   |
| Olympique de Marseille | André Villas-Boas               | Démission / Renvoi  | 2 février 2021   | 9e         | Nasser Larguet Philippe Anziani | 3 février 2021   |
| Nîmes Olympique        | Jérôme Arpinon                  | Renvoi              | 5 février 2021   | 20e        | Pascal Plancque                 | 5 février 2021   |
| FC Nantes              | Raymond Domenech                | Renvoi              | 11 février 2021  | 18e        | Antoine Kombouaré               | 11 février 2021  |
| Olympique de Marseille | Nasser Larguet Philippe Anziani | Fin de l'intérim    | 26 février 2021  | 7e         | Jorge Sampaoli                  | 26 février 2021  |
| Stade rennais FC       | Julien Stéphan                  | Démission           | 1er mars 2021    | 9e         | Philippe Bizeul                 | 1er mars 2021    |
| Stade rennais FC       | Philippe Bizeul                 | Fin de l'intérim    | 4 mars 2021      | 10e        | Bruno Génésio                   | 4 mars 2021      |

### L'influence de la pandémie de Covid-19 sur le championnat
En raison de la crise sanitaire due à la pandémie de Covid-19, le premier ministre Jean Castex annonce le 11 août 2020 qu'une jauge maximale de 5000 spectateurs est imposée pour tous les évènements accueillant du public jusqu'au 30 octobre 2020, incluant les stades de football. Cette date passée, le gouvernement annonce que les rassemblements de plus de 30 personnes sont désormais interdit sur le territoire national rendant impossible la tenue des matchs en public et ainsi, toutes les rencontres sportives doivent se jouer à huis-clos. Le 19 février 2021, la ministre déléguée aux Sports, Roxana Maracineanu annonce vouloir lancer des expérimentations pour un retour progressif du public dans les enceintes sportives, sans qu'un calendrier ne soit clairement défini. Jean-Michel Aulas, président de l'Olympique lyonnais annonce le même jour être volontaire afin que son club soit un des clubs-test.
Sur le plan sportif, les notions de matchs à domicile et à l'extérieur sont remises en cause. En effet, étant donné que les rencontres se jouent à huis-clos, l'équipe à domicile n'a plus l'avantage d'être soutenu par ses supporters,,. Sur le point de vue statistique, à l'issue de la saison 142 victoires ont été obtenues à domicile et 143 à l'extérieur, soit un ratio de 0,99. En comparaison, le nombre de victoires à domicile pour les saisons 2019-20, 2018-19 et 2017-18 était de 164, 173 et 189, tandis que les victoires à l'extérieur étaient respectivement de 106, 111 et 99, et donc des ratios de 1,55, 1,56 et 1,88.

## Compétition

### Classement général et résultats
Le classement est calculé avec le barème de points suivant : une victoire vaut trois points, le match nul un. La défaite ne rapporte aucun point.
À égalité de points, les critères de départage sont les suivants :
1. plus grande différence de buts générale ;
2. plus grand nombre de points dans les confrontations directes ;
3. plus grande différence de buts particulière ;
4. plus grand nombre de buts dans les confrontations directes ;
5. plus grand nombre de buts à l'extérieur dans les confrontations directes ;
6. plus grand nombre de buts marqués ;
7. plus grand nombre de buts marqués à l'extérieur ;
8. meilleure place au Challenge du Fair-play (1 point par joueur averti, 3 points par joueur exclu).

Les règles 2, 3, 4, 5 de départage des clubs lors des rencontres disputées entre eux ne peuvent s’appliquer que si les 2 matchs les ayant opposés ont été joués.
Tant que ces 2 matchs ne se sont pas déroulés, les règles 6, 7, 8 s’appliquent en priorité dans l’ordre de leur énoncé.

#### Classement
Source :  sur le site de la Ligue 1.
| Rang | Équipe                    | Pts | J  | G  | N  | P  | Bp | Bc | Diff |
| ---- | ------------------------- | --- | -- | -- | -- | -- | -- | -- | ---- |
| 1    | LOSC Lille                | 83  | 38 | 24 | 11 | 3  | 64 | 23 | +41  |
| 2    | Paris Saint-Germain T S C | 82  | 38 | 26 | 4  | 8  | 86 | 28 | +58  |
| 3    | AS Monaco                 | 78  | 38 | 24 | 6  | 8  | 76 | 42 | +34  |
| 4    | Olympique lyonnais        | 76  | 38 | 22 | 10 | 6  | 81 | 43 | +38  |
| 5    | Olympique de Marseille    | 60  | 38 | 16 | 12 | 10 | 54 | 47 | +7   |
| 6    | Stade rennais FC          | 58  | 38 | 16 | 10 | 12 | 52 | 40 | +12  |
| 7    | RC Lens P                 | 57  | 38 | 15 | 12 | 11 | 55 | 54 | +1   |
| 8    | Montpellier HSC           | 54  | 38 | 14 | 12 | 12 | 60 | 62 | -2   |
| 9    | OGC Nice                  | 52  | 38 | 15 | 7  | 16 | 50 | 53 | -3   |
| 10   | FC Metz                   | 47  | 38 | 12 | 11 | 15 | 44 | 48 | -4   |
| 11   | AS Saint-Étienne          | 46  | 38 | 12 | 10 | 16 | 42 | 54 | -12  |
| 12   | Girondins de Bordeaux     | 45  | 38 | 13 | 6  | 19 | 42 | 56 | -14  |
| 13   | Angers SCO                | 44  | 38 | 12 | 8  | 18 | 40 | 58 | -18  |
| 14   | Stade de Reims            | 42  | 38 | 9  | 15 | 14 | 42 | 50 | -8   |
| 15   | RC Strasbourg             | 42  | 38 | 11 | 9  | 18 | 49 | 58 | -9   |
| 16   | FC Lorient P              | 42  | 38 | 11 | 9  | 18 | 50 | 68 | -18  |
| 17   | Stade brestois 29         | 41  | 38 | 11 | 8  | 19 | 50 | 66 | -16  |
| 18   | FC Nantes                 | 40  | 38 | 9  | 13 | 16 | 47 | 55 | -8   |
| 19   | Nîmes Olympique           | 35  | 38 | 9  | 8  | 21 | 40 | 71 | -31  |
| 20   | Dijon FCO                 | 21  | 38 | 4  | 9  | 25 | 25 | 73 | -48  |

Qualifications européennes
Ligue des champions 2021-2022
- 1er et 2e : phase de groupes
- 3e : troisième tour de qualification

Ligue Europa 2021-2022
- 4e et 5e : phase de groupes

Ligue Europa Conférence 2021-2022
- 6e : tour de barrages

Relégation en Ligue 2 2021-2022
- 18e : barrages de relégation
- 19e et 20e : relégation

Abréviations
- T : Tenant du titre
- C : Vainqueur de la Coupe de France 2020-2021
- S : Vainqueur du Trophée des champions 2020
- P : Promus de Ligue 2 2019-2020

#### Matchs
| Résultats (▼dom., ►ext.)                                   | SCO | GDB | SB29 | DFCO | RCL | LOSC | FCL | OL  | OM  | FCM | ASM | MHSC | FCN | OGCN | NO  | PSG | SDR | SRFC | ASSE | RCSA |
| Angers SCO                                                 |     | 0-2 | 3-2  | 3-0  | 2-2 | 1-2  | 2-0 | 0-1 | 2-1 | 1-1 | 0-1 | 1-1  | 1-3 | 0-3  | 3-1 | 0-1 | 1-0 | 0-3  | 0-1  | 0-2  |
| Girondins de Bordeaux                                      | 2-1 |     | 1-0  | 3-0  | 3-0 | 0-3  | 2-1 | 0-0 | 0-0 | 1-2 | 0-3 | 0-2  | 0-0 | 0-0  | 2-0 | 0-1 | 1-3 | 1-0  | 1-2  | 2-3  |
| Stade brestois 29                                          | 0-0 | 2-1 |      | 3-1  | 1-1 | 3-2  | 3-2 | 2-3 | 2-3 | 2-4 | 1-0 | 2-2  | 1-4 | 2-0  | 1-1 | 0-2 | 2-1 | 1-2  | 4-1  | 0-3  |
| Dijon FCO                                                  | 0-1 | 1-3 | 0-2  |      | 0-1 | 0-2  | 0-0 | 0-1 | 0-0 | 1-5 | 0-1 | 2-2  | 0-4 | 2-0  | 0-2 | 0-4 | 0-1 | 1-1  | 0-0  | 1-1  |
| RC Lens                                                    | 1-3 | 2-1 | 2-1  | 2-1  |     | 0-3  | 4-1 | 1-1 | 2-2 | 2-2 | 0-0 | 2-3  | 1-1 | 0-1  | 2-1 | 1-0 | 4-4 | 0-0  | 2-0  | 0-1  |
| LOSC Lille                                                 | 1-2 | 2-1 | 0-0  | 1-0  | 4-0 |      | 4-0 | 1-1 | 2-0 | 1-0 | 2-1 | 1-1  | 2-0 | 2-0  | 1-2 | 0-0 | 2-1 | 1-1  | 0-0  | 1-1  |
| FC Lorient                                                 | 2-0 | 4-1 | 1-0  | 3-2  | 2-3 | 1-4  |     | 1-1 | 0-1 | 2-1 | 2-5 | 0-1  | 0-2 | 1-1  | 3-0 | 3-2 | 1-0 | 0-3  | 2-1  | 3-1  |
| Olympique lyonnais                                         | 3-0 | 2-1 | 2-2  | 4-1  | 3-2 | 2-3  | 4-1 |     | 1-1 | 0-1 | 4-1 | 1-2  | 3-0 | 2-3  | 0-0 | 2-4 | 3-0 | 1-0  | 2-1  | 3-0  |
| Olympique de Marseille                                     | 3-2 | 3-1 | 3-1  | 2-0  | 0-1 | 1-1  | 3-2 | 1-1 |     | 1-1 | 2-1 | 3-1  | 3-1 | 3-2  | 1-2 | 0-2 | 1-1 | 1-0  | 0-2  | 1-1  |
| FC Metz                                                    | 0-1 | 0-0 | 0-2  | 1-1  | 2-0 | 0-2  | 3-1 | 1-3 | 1-1 |     | 0-1 | 1-1  | 2-0 | 1-1  | 0-3 | 1-3 | 2-1 | 1-3  | 2-0  | 1-2  |
| AS Monaco                                                  | 3-0 | 4-0 | 2-0  | 3-0  | 0-3 | 0-0  | 2-2 | 2-3 | 3-1 | 4-0 |     | 1-1  | 2-1 | 2-1  | 3-0 | 3-2 | 2-2 | 2-1  | 2-2  | 3-2  |
| Montpellier HSC                                            | 4-1 | 3-1 | 0-0  | 4-2  | 1-2 | 2-3  | 1-1 | 2-1 | 3-3 | 0-2 | 2-3 |      | 1-1 | 3-1  | 0-1 | 1-3 | 0-4 | 2-1  | 1-2  | 4-3  |
| FC Nantes                                                  | 1-1 | 3-0 | 3-1  | 1-1  | 1-1 | 0-2  | 1-1 | 1-2 | 1-1 | 1-1 | 1-2 | 1-2  |     | 1-2  | 2-1 | 0-3 | 1-2 | 0-0  | 2-2  | 0-4  |
| OGC Nice                                                   | 3-0 | 0-3 | 3-2  | 1-3  | 2-1 | 1-1  | 2-2 | 1-4 | 3-0 | 1-2 | 1-2 | 3-1  | 2-1 |      | 2-1 | 0-3 | 0-0 | 0-1  | 0-1  | 0-2  |
| Nîmes Olympique                                            | 1-5 | 2-0 | 4-0  | 1-3  | 1-1 | 0-1  | 1-0 | 2-5 | 0-2 | 0-1 | 3-4 | 1-1  | 1-1 | 0-2  |     | 0-4 | 2-2 | 2-4  | 0-2  | 1-1  |
| Paris Saint-Germain                                        | 6-1 | 2-2 | 3-0  | 4-0  | 2-1 | 0-1  | 2-0 | 0-1 | 0-1 | 1-0 | 0-2 | 4-0  | 1-2 | 2-1  | 3-0 |     | 4-0 | 3-0  | 3-2  | 4-0  |
| Stade de Reims                                             | 0-0 | 1-2 | 1-0  | 0-0  | 1-1 | 0-1  | 1-3 | 1-1 | 1-3 | 0-0 | 0-1 | 0-0  | 3-2 | 0-0  | 0-1 | 0-2 |     | 2-2  | 3-1  | 2-1  |
| Stade rennais FC                                           | 1-2 | 0-1 | 2-1  | 5-1  | 0-2 | 0-1  | 1-1 | 2-2 | 2-1 | 1-0 | 2-1 | 2-1  | 1-0 | 1-2  | 2-0 | 1-1 | 2-2 |      | 0-2  | 1-0  |
| AS Saint-Étienne                                           | 0-0 | 4-1 | 1-2  | 0-1  | 2-3 | 1-1  | 2-0 | 0-5 | 1-0 | 1-0 | 0-4 | 0-1  | 1-1 | 1-3  | 2-2 | 1-1 | 1-1 | 0-3  |      | 2-0  |
| RC Strasbourg                                              | 0-0 | 0-2 | 2-2  | 1-0  | 1-2 | 0-3  | 1-1 | 2-3 | 0-1 | 2-2 | 1-0 | 2-3  | 1-2 | 0-2  | 5-0 | 1-4 | 0-1 | 1-1  | 1-0  |      |
| - Victoire à domicile - Match nul - Victoire à l'extérieur |     |     |      |      |     |      |     |     |     |     |     |      |     |      |     |     |     |      |      |      |

### Barrages de relégation
Les barrages de relégation consistent en une confrontation aller-retour entre le dix-huitième de Ligue 1 et le vainqueur du match 2 des barrages de Ligue 2 2020-2021. Le match aller se joue sur le terrain du club de Ligue 2, le retour sur celui du club de Ligue 1. Le vainqueur de ces barrages obtient une place pour le championnat de Ligue 1 2021-2022 tandis que le perdant va en Ligue 2.
| Match aller             | (L2) Toulouse FC       | 1 - 2 E | FC Nantes (L1)            | Stadium de Toulouse, Toulouse                                                                                                  | |
| Jeudi 27 mai 2021 20h45 | Machado 19e            | (1 - 2) | 10e Blas · 22e Kolo Muani | Spectateurs : 0 (huis clos) Diffuseur : Canal+ Sport, beIn Sports 1 Arbitrage : Jérémie Pignard Arbitre vidéo : Amaury Delerue | Spectateurs : 0 (huis clos) Diffuseur : Canal+ Sport, beIn Sports 1 Arbitrage : Jérémie Pignard Arbitre vidéo : Amaury Delerue |
| Jeudi 27 mai 2021 20h45 | Koné 63e · Moreira 72e |         | 46e Chirivella            | Spectateurs : 0 (huis clos) Diffuseur : Canal+ Sport, beIn Sports 1 Arbitrage : Jérémie Pignard Arbitre vidéo : Amaury Delerue | Spectateurs : 0 (huis clos) Diffuseur : Canal+ Sport, beIn Sports 1 Arbitrage : Jérémie Pignard Arbitre vidéo : Amaury Delerue |

| Match retour               | (L1) FC Nantes                              | 0 - 1   | Toulouse FC (L2)                                   | Stade de la Beaujoire, Nantes                                                                                          | |
| Dimanche 30 mai 2021 18h00 |                                             | (0 - 0) | 62e Bayo                                           | Spectateurs : 0 (huis clos) Diffuseur : Canal+, beIn Sports 1 Arbitrage : Benoît Bastien Arbitre vidéo : Willy Delajod | Spectateurs : 0 (huis clos) Diffuseur : Canal+, beIn Sports 1 Arbitrage : Benoît Bastien Arbitre vidéo : Willy Delajod |
| Dimanche 30 mai 2021 18h00 | Appiah 5e · Kolo Muani 41e · Chirivella 77e |         | 53e Bayo · 70e Machado · 81e Antiste · 87e Ngoumou | Spectateurs : 0 (huis clos) Diffuseur : Canal+, beIn Sports 1 Arbitrage : Benoît Bastien Arbitre vidéo : Willy Delajod | Spectateurs : 0 (huis clos) Diffuseur : Canal+, beIn Sports 1 Arbitrage : Benoît Bastien Arbitre vidéo : Willy Delajod |

Le score cumulé étant de 2 buts partout, le FC Nantes bénéficie de l'application de la règle des buts marqués à l'extérieur pour l'emporter. Les deux clubs restent donc dans leur division respective.

## Statistiques

### Domicile et extérieur
| Rang | Équipe                 | Pts | J  | G  | N | P  | Bp | Bc | Diff |
| ---- | ---------------------- | --- | -- | -- | - | -- | -- | -- | ---- |
| 1    | AS Monaco              | 41  | 19 | 12 | 5 | 2  | 43 | 21 | +22  |
| 2    | Paris Saint Germain    | 40  | 19 | 13 | 1 | 5  | 44 | 14 | +30  |
| 3    | LOSC Lille             | 37  | 19 | 10 | 7 | 2  | 28 | 11 | +17  |
| 4    | Olympique lyonnais     | 36  | 19 | 11 | 3 | 5  | 42 | 23 | +19  |
| 5    | Olympique de Marseille | 35  | 19 | 10 | 5 | 4  | 32 | 23 | +9   |
| 6    | FC Lorient             | 32  | 19 | 10 | 2 | 7  | 31 | 29 | +2   |
| 7    | Stade rennais          | 31  | 19 | 9  | 4 | 6  | 26 | 21 | +5   |
| 8    | RC Lens                | 28  | 19 | 7  | 7 | 5  | 28 | 26 | +2   |
| 9    | Stade brestois 29      | 28  | 19 | 8  | 5 | 6  | 32 | 33 | -1   |
| 10   | Montpellier HSC        | 25  | 19 | 7  | 4 | 8  | 34 | 35 | -1   |
| 11   | Girondins de Bordeaux  | 25  | 19 | 7  | 4 | 8  | 19 | 21 | -2   |
| 12   | OGC Nice               | 24  | 19 | 7  | 3 | 9  | 25 | 30 | -5   |
| 13   | Angers SCO             | 21  | 19 | 6  | 3 | 10 | 20 | 27 | -7   |
| 14   | AS Saint-Étienne       | 21  | 19 | 5  | 6 | 8  | 20 | 29 | -9   |
| 15   | Stade de Reims         | 20  | 19 | 4  | 8 | 7  | 16 | 21 | -5   |
| 16   | FC Metz                | 20  | 19 | 5  | 5 | 9  | 19 | 26 | -7   |
| 17   | RC Strasbourg          | 17  | 19 | 4  | 5 | 10 | 21 | 29 | -8   |
| 18   | FC Nantes              | 17  | 19 | 3  | 8 | 8  | 21 | 29 | -8   |
| 19   | Nîmes Olympique        | 14  | 19 | 3  | 5 | 11 | 22 | 39 | -17  |
| 20   | Dijon FCO              | 9   | 19 | 1  | 6 | 12 | 8  | 31 | -23  |

| Rang | Équipe                 | Pts | J  | G  | N | P  | Bp | Bc | Diff |
| ---- | ---------------------- | --- | -- | -- | - | -- | -- | -- | ---- |
| 1    | LOSC Lille             | 46  | 19 | 14 | 4 | 1  | 36 | 12 | +24  |
| 2    | Paris Saint-Germain    | 42  | 19 | 13 | 3 | 3  | 42 | 14 | +28  |
| 3    | Olympique lyonnais     | 40  | 19 | 11 | 7 | 1  | 39 | 20 | +19  |
| 4    | AS Monaco              | 37  | 19 | 12 | 1 | 6  | 33 | 21 | +12  |
| 5    | RC Lens                | 29  | 19 | 8  | 5 | 6  | 27 | 28 | -1   |
| 6    | Montpellier HSC        | 29  | 19 | 7  | 8 | 4  | 26 | 27 | -1   |
| 7    | OGC Nice               | 28  | 19 | 8  | 4 | 7  | 25 | 23 | +2   |
| 8    | Stade rennais FC       | 27  | 19 | 7  | 6 | 6  | 26 | 19 | +7   |
| 9    | FC Metz                | 27  | 19 | 7  | 6 | 6  | 25 | 22 | +3   |
| 10   | RC Strasbourg          | 25  | 19 | 7  | 3 | 9  | 28 | 29 | -1   |
| 11   | Olympique de Marseille | 25  | 19 | 6  | 7 | 6  | 22 | 24 | -2   |
| 12   | AS Saint-Étienne       | 25  | 19 | 7  | 4 | 8  | 22 | 25 | -3   |
| 13   | FC Nantes              | 23  | 19 | 6  | 5 | 8  | 26 | 26 | 0    |
| 14   | Angers SCO             | 23  | 19 | 6  | 5 | 8  | 20 | 31 | -11  |
| 15   | Stade de Reims         | 22  | 19 | 5  | 7 | 7  | 26 | 29 | -3   |
| 16   | Nîmes Olympique        | 21  | 19 | 6  | 3 | 10 | 18 | 32 | -14  |
| 17   | Girondins de Bordeaux  | 20  | 19 | 6  | 2 | 11 | 23 | 35 | -12  |
| 18   | Stade brestois 29      | 13  | 19 | 3  | 4 | 12 | 18 | 33 | -15  |
| 19   | Dijon FCO              | 12  | 19 | 3  | 3 | 13 | 17 | 42 | -25  |
| 20   | FC Lorient             | 10  | 19 | 1  | 7 | 11 | 19 | 39 | -20  |

### Évolution du classement
Entre les 36e et 37e journées, une fois les demi-finales de Coupe de France jouées, l’affiche de la finale est connue et la Coupe se jouera entre Paris et Monaco, deux clubs déjà qualifiés pour les compétitions européennes via le championnat. En conséquence, la 5e place de Ligue 1 est en désormais qualificative pour la phase de groupe de Ligue Europa et la 6e pour les barrages de qualification de Ligue Europa Conférence.
| Journée →   | 1  | 2  | 3  | 4  | 5  | 6  | 7  | 8  | 9  | 10 | 11 | 12 | 13 | 14 | 15 | 16 | 17 | 18 | 19 | 20 | 21 | 22 | 23 | 24 | 25 | 26 | 27 | 28 | 29 | 30 | 31 | 32 | 33 | 34 | 35 | 36 | 37 | 38 | 1er | bar. | rel. |
| Équipe ↓    |    |    |    |    |    |    |    |    |    |    |    |    |    |    |    |    |    |    |    |    |    |    |    |    |    |    |    |    |    |    |    |    |    |    |    |    |    |    |     |      |      |
| ----------- | -- | -- | -- | -- | -- | -- | -- | -- | -- | -- | -- | -- | -- | -- | -- | -- | -- | -- | -- | -- | -- | -- | -- | -- | -- | -- | -- | -- | -- | -- | -- | -- | -- | -- | -- | -- | -- | -- | --- | ---- | ---- |
| Lille       | 8  | 5  | 4  | 5  | 2  | 2  | 1  | 2  | 2  | 2  | 2  | 2  | 2  | 1  | 1  | 1  | 2  | 3  | 3  | 2  | 2  | 1  | 1  | 1  | 1  | 1  | 1  | 1  | 1  | 2  | 1  | 1  | 1  | 1  | 1  | 1  | 1  | 1  | 20  |      |      |
| Paris       | 11 | 17 | 15 | 8  | 7  | 4  | 2  | 1  | 1  | 1  | 1  | 1  | 1  | 3  | 2  | 3  | 3  | 2  | 2  | 1  | 1  | 3  | 3  | 3  | 2  | 3  | 2  | 2  | 2  | 1  | 2  | 2  | 2  | 2  | 2  | 2  | 2  | 2  | 9   |      |      |
| Monaco      | 6  | 3  | 3  | 6  | 5  | 6  | 8  | 12 | 8  | 7  | 5  | 4  | 5  | 6  | 8  | 7  | 6  | 6  | 4  | 4  | 4  | 4  | 4  | 4  | 4  | 4  | 4  | 4  | 4  | 4  | 3  | 3  | 3  | 3  | 3  | 3  | 3  | 3  |     |      |      |
| Lyon        | 11 | 8  | 11 | 12 | 11 | 14 | 9  | 6  | 6  | 5  | 3  | 3  | 3  | 2  | 3  | 2  | 1  | 1  | 1  | 3  | 3  | 2  | 2  | 2  | 3  | 2  | 3  | 3  | 3  | 3  | 4  | 4  | 4  | 4  | 4  | 4  | 4  | 4  | 3   |      |      |
| Marseille   | 11 | 10 | 8  | 7  | 9  | 10 | 6  | 4  | 5  | 4  | 6  | 6  | 4  | 4  | 4  | 4  | 5  | 5  | 6  | 6  | 6  | 9  | 9  | 9  | 6  | 7  | 7  | 6  | 5  | 6  | 6  | 6  | 6  | 6  | 6  | 5  | 5  | 5  |     |      |      |
| Rennes      | 7  | 4  | 2  | 2  | 1  | 1  | 3  | 3  | 3  | 3  | 7  | 7  | 9  | 8  | 6  | 5  | 4  | 4  | 5  | 5  | 5  | 5  | 5  | 5  | 5  | 8  | 9  | 10 | 8  | 7  | 7  | 7  | 7  | 7  | 7  | 7  | 7  | 6  | 2   |      |      |
| Lens        | 17 | 12 | 6  | 4  | 6  | 3  | 5  | 7  | 10 | 11 | 8  | 9  | 8  | 9  | 7  | 8  | 7  | 8  | 9  | 7  | 9  | 7  | 7  | 6  | 7  | 5  | 6  | 5  | 6  | 5  | 5  | 5  | 5  | 5  | 5  | 6  | 6  | 7  |     |      |      |
| Montpellier | 11 | 15 | 5  | 3  | 3  | 5  | 7  | 11 | 9  | 6  | 4  | 5  | 6  | 5  | 5  | 6  | 8  | 9  | 8  | 11 | 11 | 11 | 11 | 11 | 9  | 9  | 8  | 8  | 9  | 8  | 8  | 8  | 8  | 8  | 8  | 8  | 8  | 8  |     |      |      |
| Nice        | 3  | 1  | 7  | 10 | 10 | 8  | 4  | 5  | 4  | 8  | 9  | 11 | 11 | 12 | 11 | 13 | 12 | 13 | 13 | 14 | 12 | 13 | 14 | 13 | 14 | 16 | 12 | 11 | 11 | 11 | 10 | 9  | 10 | 9  | 10 | 9  | 9  | 9  | 1   |      |      |
| Metz        | 11 | 16 | 18 | 17 | 17 | 15 | 14 | 10 | 7  | 10 | 10 | 12 | 13 | 13 | 12 | 10 | 10 | 11 | 12 | 10 | 8  | 6  | 6  | 7  | 8  | 6  | 5  | 7  | 7  | 9  | 9  | 10 | 9  | 10 | 9  | 10 | 10 | 10 |     | 1    |      |
| St-Étienne  | 11 | 9  | 1  | 1  | 4  | 7  | 10 | 13 | 13 | 15 | 16 | 15 | 15 | 15 | 14 | 14 | 14 | 14 | 16 | 16 | 16 | 16 | 16 | 15 | 15 | 14 | 16 | 16 | 16 | 16 | 15 | 13 | 13 | 14 | 12 | 11 | 11 | 11 | 2   |      |      |
| Bordeaux    | 10 | 2  | 10 | 13 | 12 | 9  | 12 | 9  | 12 | 12 | 12 | 13 | 10 | 11 | 13 | 12 | 13 | 12 | 10 | 9  | 7  | 10 | 10 | 10 | 11 | 11 | 11 | 15 | 12 | 13 | 14 | 15 | 16 | 16 | 15 | 15 | 14 | 12 |     |      |      |
| Angers      | 4  | 13 | 9  | 11 | 8  | 12 | 11 | 8  | 11 | 9  | 11 | 8  | 7  | 7  | 9  | 9  | 9  | 7  | 7  | 8  | 10 | 8  | 8  | 8  | 10 | 10 | 10 | 9  | 10 | 10 | 11 | 11 | 12 | 12 | 13 | 12 | 12 | 13 |     |      |      |
| Reims       | 5  | 14 | 17 | 19 | 19 | 19 | 19 | 19 | 15 | 16 | 17 | 17 | 18 | 19 | 17 | 17 | 15 | 15 | 14 | 15 | 14 | 12 | 12 | 14 | 13 | 13 | 13 | 12 | 13 | 12 | 12 | 12 | 11 | 11 | 11 | 13 | 13 | 14 |     | 1    | 6    |
| Strasbourg  | 19 | 19 | 20 | 18 | 18 | 18 | 18 | 18 | 19 | 19 | 19 | 19 | 17 | 16 | 15 | 16 | 17 | 16 | 15 | 13 | 15 | 15 | 15 | 16 | 16 | 15 | 15 | 14 | 15 | 15 | 13 | 14 | 14 | 15 | 16 | 16 | 15 | 15 |     | 5    | 7    |
| Lorient     | 2  | 11 | 14 | 16 | 16 | 17 | 17 | 17 | 16 | 17 | 18 | 18 | 19 | 17 | 18 | 19 | 18 | 19 | 19 | 20 | 19 | 18 | 18 | 17 | 17 | 19 | 17 | 17 | 17 | 17 | 17 | 17 | 17 | 17 | 17 | 17 | 17 | 16 |     | 6    | 7    |
| Brest       | 20 | 20 | 16 | 9  | 13 | 11 | 13 | 14 | 14 | 13 | 13 | 10 | 12 | 10 | 10 | 11 | 11 | 10 | 11 | 12 | 13 | 14 | 13 | 12 | 12 | 12 | 14 | 13 | 14 | 14 | 16 | 16 | 15 | 13 | 14 | 14 | 16 | 17 |     |      | 2    |
| Nantes      | 9  | 6  | 12 | 14 | 15 | 16 | 15 | 15 | 17 | 14 | 14 | 14 | 14 | 14 | 16 | 15 | 16 | 17 | 17 | 17 | 17 | 17 | 17 | 18 | 18 | 18 | 19 | 19 | 18 | 19 | 19 | 19 | 19 | 18 | 18 | 18 | 18 | 18 |     | 9    | 5    |
| Nîmes       | 1  | 7  | 13 | 15 | 14 | 13 | 16 | 16 | 18 | 18 | 15 | 16 | 16 | 18 | 19 | 18 | 20 | 20 | 20 | 18 | 20 | 20 | 20 | 20 | 19 | 17 | 18 | 18 | 19 | 18 | 18 | 18 | 18 | 19 | 19 | 19 | 19 | 19 | 1   | 11   | 15   |
| Dijon       | 18 | 18 | 19 | 20 | 20 | 20 | 20 | 20 | 20 | 20 | 20 | 20 | 20 | 20 | 20 | 20 | 19 | 18 | 18 | 19 | 18 | 19 | 19 | 19 | 20 | 20 | 20 | 20 | 20 | 20 | 20 | 20 | 20 | 20 | 20 | 20 | 20 | 20 |     | 5    | 33   |

En gras et italique, les équipes comptant un match en retard (exemple : 11 pour Metz à l’issue de la 1re journée) ; en gras, italique et souligné, les équipes comptant deux matchs de retard (exemple : 10 pour Lens à l’issue de la 9e journée) : 
1. ↑  Montpellier-Lyon, Paris-Metz et Marseille-Saint-Étienne, rencontres comptant pour la 1re journée sont reportées, les deux premiers matchs en raison des qualifications de Lyon et de Paris en demi-finale de la Ligue des champions et le troisième en raison de plusieurs membres de l’effectif marseillais porteurs du coronavirus responsable du covid-19. Ainsi, à l’issue de la 1re journée, les six équipes concernées étaient classées 11e ex æquo selon tous les points du règlement. Les trois matchs ont été joués entre les 3e et 4e journées.
2. 1 2  Lens-Nantes et Marseille-Lens, rencontres comptant pour les 8e et 9e journées, sont reportées en raison d’un trop grand nombre de cas positifs, dans l’effectif lensois, au coronavirus responsable du covid-19. Le premier match a été joué entre les 11e et 12e journées, le deuxième entre les 20e et 21e journées.
3. ↑  Marseille-Nice, rencontre comptant pour la 11e journée, est reportée en raison d’un trop grand nombre de cas positifs, dans l’effectif niçois, au coronavirus responsable du covid-19. Le match a été joué entre les 25e et 26e journées.
4. 1 2  Lorient-Dijon et Nîmes-Lorient, rencontres comptant pour les 20e et 21e journées, sont reportées en raison d’un trop grand nombre de cas positifs, dans l’effectif lorientais, au coronavirus responsable du covid-19. Le premier match a été joué entre les 21e et 22e journées, le deuxième entre les 26e et 27e journées.
5. ↑  Marseille-Rennes, rencontre comptant pour la 22e journée, est reportée en raison d’un envahissement par les supporters marseillais du centre d’entraînement de leur équipe quelques heures avant l’heure prévue du coup d’envoi. Le match a été joué entre les 28e et 29e journées.

#### Résultats par match
| Journée ╱ Équipe | 1 | 2 | 3 | 4 | 5 | 6 | 7 | 8 | 9 | 10 | 11 | 12 | 13 | 14 | 15 | 16 | 17 | 18 | 19 | 20 | 21 | 22 | 23 | 24 | 25 | 26 | 27 | 28 | 29 | 30 | 31 | 32 | 33 | 34 | 35 | 36 | 37 | 38 |
| ---------------- | - | - | - | - | - | - | - | - | - | -- | -- | -- | -- | -- | -- | -- | -- | -- | -- | -- | -- | -- | -- | -- | -- | -- | -- | -- | -- | -- | -- | -- | -- | -- | -- | -- | -- | -- |
| Angers           | V | D | V | D | V | D | N | V | D | V  | D  | V  | V  | N  | D  | N  | V  | V  | D  | D  | D  | V  | N  | D  | D  | N  | N  | V  | D  | N  | N  | D  | D  | D  | D  | V  | D  | D  |
| Bordeaux         | N | V | N | D | N | V | D | V | D | D  | V  | N  | V  | D  | D  | V  | D  | N  | V  | V  | V  | D  | D  | D  | N  | D  | D  | D  | V  | D  | D  | D  | D  | D  | V  | D  | V  | V  |
| Brest            | D | D | V | V | D | V | D | D | D | V  | V  | V  | D  | V  | N  | N  | D  | V  | D  | D  | D  | D  | N  | V  | N  | D  | D  | V  | D  | N  | D  | N  | N  | V  | D  | D  | N  | D  |
| Dijon            | D | D | D | D | N | D | N | D | N | N  | D  | V  | N  | N  | D  | D  | V  | N  | N  | D  | N  | D  | D  | D  | D  | D  | D  | D  | D  | D  | D  | D  | V  | D  | D  | D  | D  | V  |
| Lens             | D | V | V | V | N | V | D | N | V | N  | V  | D  | V  | D  | V  | D  | V  | D  | D  | N  | D  | V  | N  | N  | N  | V  | N  | V  | N  | V  | N  | V  | N  | V  | D  | D  | D  | N  |
| Lille            | N | V | V | N | V | V | V | N | N | D  | V  | N  | V  | V  | V  | N  | V  | D  | V  | V  | V  | V  | V  | V  | N  | V  | N  | V  | N  | D  | V  | V  | N  | V  | V  | V  | N  | V  |
| Lorient          | V | D | D | D | N | D | V | D | N | D  | D  | D  | D  | V  | D  | D  | N  | D  | D  | V  | D  | V  | N  | V  | N  | D  | V  | N  | N  | N  | V  | D  | D  | V  | V  | D  | V  | N  |
| Lyon             | D | V | N | N | N | N | V | V | N | V  | V  | V  | V  | V  | N  | V  | V  | V  | N  | D  | V  | V  | V  | V  | D  | V  | N  | V  | N  | D  | N  | V  | V  | D  | V  | V  | V  | D  |
| Marseille        | D | V | V | N | N | N | V | V | D | V  | V  | V  | V  | V  | D  | N  | D  | V  | N  | D  | D  | V  | N  | D  | N  | N  | N  | D  | V  | D  | V  | N  | V  | V  | N  | D  | V  | N  |
| Metz             | D | D | D | V | N | V | N | V | V | N  | N  | D  | D  | N  | V  | V  | D  | N  | N  | V  | V  | V  | N  | D  | D  | V  | V  | D  | N  | D  | D  | D  | N  | D  | V  | D  | D  | N  |
| Monaco           | N | V | V | D | V | D | N | D | V | V  | V  | V  | D  | D  | D  | V  | N  | V  | V  | V  | V  | V  | V  | V  | N  | V  | V  | D  | N  | V  | V  | V  | V  | V  | D  | V  | V  | N  |
| Montpellier      | V | D | V | V | N | D | N | D | V | V  | V  | V  | D  | V  | D  | N  | D  | D  | N  | D  | D  | D  | N  | V  | V  | V  | N  | N  | N  | V  | N  | N  | N  | D  | D  | V  | N  | V  |
| Nantes           | N | V | D | N | D | D | V | N | D | V  | N  | D  | D  | N  | D  | N  | D  | N  | N  | N  | D  | D  | N  | D  | V  | N  | N  | D  | V  | N  | D  | D  | D  | V  | V  | V  | V  | D  |
| Nice             | V | V | D | D | N | V | V | N | V | D  | D  | D  | N  | D  | V  | D  | N  | D  | N  | D  | V  | D  | D  | V  | D  | D  | V  | V  | N  | V  | V  | N  | D  | V  | D  | V  | D  | V  |
| Nîmes            | V | D | D | N | N | V | D | D | D | D  | V  | D  | D  | D  | D  | N  | D  | D  | D  | V  | V  | D  | D  | D  | V  | V  | N  | D  | N  | V  | D  | N  | N  | D  | N  | V  | D  | D  |
| Paris            | V | D | D | V | V | V | V | V | V | V  | D  | N  | V  | D  | V  | N  | V  | N  | V  | V  | V  | D  | V  | V  | V  | D  | V  | V  | D  | V  | D  | V  | V  | V  | V  | N  | V  | V  |
| Reims            | N | D | D | D | D | N | D | V | V | N  | D  | D  | N  | D  | V  | N  | V  | N  | V  | D  | V  | V  | N  | D  | N  | N  | N  | V  | N  | V  | N  | N  | N  | D  | N  | D  | D  | D  |
| Rennes           | N | V | V | V | V | N | N | D | V | D  | D  | N  | D  | V  | V  | V  | V  | N  | N  | V  | D  | D  | N  | N  | D  | D  | D  | D  | V  | V  | N  | V  | V  | V  | D  | N  | D  | V  |
| Saint-Étienne    | V | V | V | N | D | D | D | D | D | D  | D  | N  | N  | N  | V  | N  | N  | N  | D  | D  | D  | V  | N  | V  | V  | N  | D  | D  | V  | D  | V  | V  | D  | D  | V  | V  | N  | D  |
| Strasbourg       | D | D | D | V | D | D | D | V | D | D  | D  | N  | V  | N  | V  | D  | D  | V  | V  | V  | N  | D  | N  | D  | V  | N  | N  | V  | D  | D  | V  | D  | N  | D  | N  | D  | V  | N  |

### Buts marqués par journée
Ce graphique représente le nombre de buts marqués lors de chaque journée.

### Classement des buteurs
Mise à jour : 26 mai 2021
|   | Buteur            | Club                | Buts |
| - | ----------------- | ------------------- | ---- |
| 1 | Kylian Mbappé     | Paris Saint-Germain | 27   |
| 2 | Memphis Depay     | Olympique lyonnais  | 20   |
| 3 | Wissam Ben Yedder | AS Monaco           | 20   |
| 4 | Gaëtan Laborde    | Montpellier HSC     | 16   |
| 4 | Kevin Volland     | AS Monaco           | 16   |
| 4 | Burak Yılmaz      | LOSC Lille          | 16   |
| 4 | Ludovic Ajorque   | RC Strasbourg       | 16   |
| 8 | Andy Delort       | Montpellier HSC     | 15   |
| 9 | Karl Toko-Ekambi  | Olympique lyonnais  | 14   |
| 9 | Terem Moffi       | FC Lorient          | 14   |
| 9 | Boulaye Dia       | Stade de Reims      | 14   |

| Source : Classement officiel des buteurs de la Ligue 1 Uber Eats. |

### Classement des passeurs
Mise à jour : 26 mai 2021
|    | Joueur             | Club                   | Pas. |
| -- | ------------------ | ---------------------- | ---- |
| 1  | Memphis Depay      | Olympique lyonnais     | 12   |
| 2  | Andy Delort        | Montpellier HSC        | 10   |
| 3  | Zinedine Ferhat    | Nîmes Olympique        | 9    |
| 4  | Ángel Di María     | Paris Saint-Germain    | 9    |
| 5  | Jonathan Bamba     | LOSC Lille             | 9    |
| 6  | Dimitri Payet      | Olympique de Marseille | 9    |
| 7  | Aleksandr Golovine | AS Monaco              | 9    |
| 8  | Farid Boulaya      | FC Metz                | 8    |
| 9  | Florian Thauvin    | Olympique de Marseille | 8    |
| 10 | Martin Terrier     | Stade rennais FC       | 7    |

| Source : Classement officiel des passeurs de la Ligue 1 Uber Eats. |

### Affluence

#### Meilleures affluences de la saison
En raison de la crise sanitaire du COVID-19, la jauge de 5000 spectateurs a été en vigueur de septembre à octobre, et à partir de fin octobre, les stades ne peuvent plus accueillir des supporters.
| Rang | Match                              | Journée | Date              | Affluence |
| ---- | ---------------------------------- | ------- | ----------------- | --------- |
| 1    | Angers SCO - Stade brestois 29     | J5      | 27 septembre 2020 | 5 471     |
| 2    | Angers SCO - Stade de Reims        | J3      | 13 septembre 2020 | 5 348     |
| 3    | Angers SCO - Girondins de Bordeaux | J2      | 30 août 2020      | 5 129     |
| 4    | RC Lens - Paris Saint-Germain      | J2      | 10 septembre 2020 | 5 067     |
| 5    | Stade brestois 29 - AS Monaco      | J6      | 4 octobre 2020    | 5 033     |
| 6    | FC Metz - Stade de Reims           | J4      | 20 septembre 2020 | 5 000     |
| 7    | FC Nantes - AS Saint-Étienne       | J4      | 20 septembre 2020 | 5 000     |
| 8    | FC Metz - FC Lorient               | J6      | 4 octobre 2020    | 5 000     |
| 9    | RC Strasbourg - Olympique lyonnais | J7      | 18 octobre 2020   | 5 000     |
| 10   | Angers SCO - FC Metz               | J7      | 18 octobre 2020   | 5 000     |

#### Affluences par journée
Ce graphique représente le nombre de spectateurs présents dans les stades lors de chaque journée.

## Bilan de la saison
| Championnat de France de football 2020-2021 |                                              |
| Champion                                    | LOSC Lille                                   |
| Champion d'automne                          | Olympique lyonnais                           |
| Coupes et trophées                          |                                              |
| Vainqueur du Trophée des champions 2020     | Paris Saint-Germain Football Club            |
| Vainqueur de la Coupe de France 2020-2021   | Paris Saint-Germain Football Club            |
| Qualifications continentales                |                                              |
| Ligue des champions de l'UEFA 2021-2022     | LOSC Lille                                   |
| Ligue des champions de l'UEFA 2021-2022     | Paris Saint-Germain Football Club            |
| Ligue des champions de l'UEFA 2021-2022     | Association sportive de Monaco Football Club |
| Ligue Europa 2021-2022                      | Olympique lyonnais                           |
| Ligue Europa 2021-2022                      | Olympique de Marseille                       |
| Ligue Europa Conférence 2022-2023           | Stade rennais Football Club                  |
| Promotions et relégations                   |                                              |
| Promus en Ligue 1                           | Espérance sportive Troyes Aube Champagne     |
| Promus en Ligue 1                           | Clermont Foot 63                             |
| Relégués en Ligue 2                         | Nîmes Olympique                              |
| Relégués en Ligue 2                         | Dijon Football Côte-d'Or                     |

Le Dijon Football Côte-d'Or, avec 12 défaites consécutives dans la division la plus élevée du championnat de France de football (à partir du 27 janvier, son match contre Lorient, jusqu’au 11 avril et son match contre Monaco), égale le record de la plus grande série de défaites, record établi par le Cercle athlétique de Paris lors de la saison 1933-1934, où les Parisiens alignaient 12 défaites : l’équipe a perdu tous ses matchs de la 22e journée à la 32e journée incluses et précédemment celui de la 20e journée qui avait été reporté et joué après celui de la 21e, soit 11 journées consécutives mais 12 matchs à la suite, le match contre Lorient étant celui de la 20e journée, celui contre Monaco celui de la 32e journée.
- Meilleure attaque : Paris Saint-Germain (86 buts inscrits)
- Meilleure défense : LOSC Lille (23 buts encaissés)
- Premier but de la saison :  Ismaël Traoré   22e pour le SCO d'Angers contre le Dijon FCO (0-1) le 22 août 2020 (1re journée).
- Dernier but de la saison :  Arkadiusz Milik   90+14e (pen.) pour l'Olympique de Marseille contre le FC Metz (1-1) le 23 mai 2021 (38e journée).
- Premier penalty :
  - Transformé :  Adrian Grbić   60e (pen.) pour FC Lorient contre le RC Strasbourg (3-1) le 23 août 2020 (1re journée)
  - Raté :  Stéphane Bahoken 44e pour Angers SCO contre le Stade de Reims (1-0) le 13 septembre 2020 (3e journée)
- Premier but sur coup franc direct :  Romain Faivre   68e pour le Stade brestois 29 contre le FC Nantes (3-1) le 18 octobre 2020 (7e journée)
- Premier but contre son camp :  Wesley Lautoa   45e (csc) de Dijon FCO en faveur de l'Olympique lyonnais (4-1) le 28 août 2020 (2e journée)
- But le plus rapide d'une rencontre :
  -  Andy Delort   1re (28 secondes) pour le Montpellier HSC contre l'Olympique de Marseille (3-3) le 10 avril 2021 (32e journée)
- But le plus tardif d'une rencontre :
  -  Arkadiusz Milik   90+14e (pen.) pour l'Olympique de Marseille contre le FC Metz (1-1) le 23 mai 2021 (38e journée)
- Premier doublé :  Amine Gouiri   23e   75e pour l'OGC Nice contre le RC Lens (2-1) le 23 août 2020 (1re journée)
- Premier triplé :  Memphis Depay   39e (pen.)   45+1e   66e (pen.) pour l'Olympique lyonnais contre le Dijon FCO (4-1) le 28 août 2020 (2e journée)
- Premier carton jaune :  Charles Traoré  45e lors de Girondins de Bordeaux - FC Nantes (0-0) le 21 août 2020 (1re journée)
- Premier carton rouge :  Mehdi Zerkane   20e lors de Girondins de Bordeaux - FC Nantes (0-0) le 21 août 2020 (1re journée)

## Trophée UNFP
Chaque début de mois, les internautes votent pour élire le trophée UNFP du joueur du mois de Ligue 1.
| Mois      | Premier        | Premier         | Premier | Deuxième          | Deuxième           | Deuxième | Troisième         | Troisième          | Troisième | Réf.   |
| Mois      | Joueur         | Club            | %       | Joueur            | Club               | %        | Joueur            | Club               | %         | Réf.   |
| --------- | -------------- | --------------- | ------- | ----------------- | ------------------ | -------- | ----------------- | ------------------ | --------- | ------ |
| Septembre | Ibrahima Niane | FC Metz         | 38      | Ignatius Ganago   | RC Lens            | 36       | Serhou Guirassy   | Stade rennais FC   | 26        | [ 14 ] |
| Octobre   | Jonathan Bamba | LOSC Lille      | 41      | Kylian Mbappé     | Paris SG           | 36       | Wissam Ben Yedder | AS Monaco          | 23        | [ 14 ] |
| Novembre  | Andy Delort    | Montpellier HSC | 38      | Kevin Volland     | AS Monaco          | 35       | Irvin Cardona     | Stade brestois 29  | 27        | [ 14 ] |
| Décembre  | Yusuf Yazıcı   | LOSC Lille      | 55      | Tino Kadewere     | Olympique lyonnais | 33       | Karl Toko-Ekambi  | Olympique lyonnais | 12        | [ 14 ] |
| Janvier   | Farid Boulaya  | FC Metz         | 40      | Neymar Jr         | Paris SG           | 36       | Kevin Volland     | AS Monaco          | 24        | [ 14 ] |
| Février   | Kylian Mbappé  | Paris SG        | 39      | Wissam Ben Yedder | AS Monaco          | 33       | Memphis Depay     | Olympique lyonnais | 28        | [ 14 ] |
| Mars      | Keylor Navas   | Paris SG        | 49      | Armand Laurienté  | FC Lorient         | 35       | Amine Gouiri      | OGC Nice           | 16        | [ 14 ] |
| Avril     | Burak Yılmaz   | LOSC Lille      | 80      | Wissam Ben Yedder | AS Monaco          | 17       | Kevin Volland     | AS Monaco          | 3         | [ 14 ] |

Au mois de mai, lors des trophées UNFP du football 2021, sont élus le meilleur joueur, gardien, espoir, entraîneur, le plus beau but et l'équipe type de la saison.
| Meilleur joueur | Meilleur gardien | Meilleur espoir     | Meilleur entraîneur | Plus beau but |
| --------------- | ---------------- | ------------------- | ------------------- | ------------- |
| Kylian Mbappé   | Keylor Navas     | Aurélien Tchouaméni | Christophe Galtier  | Burak Yilmaz  |

| Gardien de but                     | Défenseurs | Milieux de terrain                                                                             | Attaquants                                                                                             |
| ---------------------------------- | --- | ---------------------------------------------------------------------------------------------- | --- |
| Keylor Navas (Paris Saint-Germain) | Reinildo Mandava (LOSC Lille) Presnel Kimpembe (Paris Saint-Germain) Marquinhos (Paris Saint-Germain) Jonathan Clauss (RC Lens) | Benjamin André (LOSC Lille) Lucas Paquetá (Olympique lyonnais) Aurélien Tchouaméni (AS Monaco) | Kylian Mbappé (Paris Saint-Germain) Neymar Jr (Paris Saint-Germain) Memphis Depay (Olympique lyonnais) |

## Parcours en Coupes d'Europe
Le parcours des clubs français en coupes d'Europe est important puisqu'il détermine le coefficient UEFA, et donc le nombre de clubs français présents en coupes d'Europe les années suivantes.
| Club                   | Compétition         | Résultat                 | Ultime(s) adversaire(s) | Ultime(s) adversaire(s) | Ultime(s) adversaire(s) |
| ---------------------- | ------------------- | ------------------------ | ----------------------- | ----------------------- | ----------------------- |
| Paris Saint-Germain    | Ligue des champions | Demi-finale              | Manchester City         | Manchester City         | Manchester City         |
| Olympique de Marseille | Ligue des champions | Phase de groupes         | FC Porto                | Manchester City         | Olympiakos              |
| Stade rennais FC       | Ligue des champions | Phase de groupes         | Séville FC              | Chelsea FC              | FK Krasnodar            |
| LOSC Lille             | Ligue Europa        | Seizièmes de finale      | Ajax Amsterdam          | Ajax Amsterdam          | Ajax Amsterdam          |
| OGC Nice               | Ligue Europa        | Phase de groupes         | Slavia Prague           | Bayer Leverkusen        | Hapoël Beer-Sheva       |
| Stade de Reims         | Ligue Europa        | 3e tour de qualification | Fehérvár FC             | Fehérvár FC             | Fehérvár FC             |